# Calauan
Calauan è una municipalità di seconda classe delle Filippine, situata nella Provincia di Laguna, nella Regione del Calabarzon.
Calauan è formata da 17 baranggay:
- Balayhangin
- Bangyas
- Dayap
- Hanggan
- Imok
- Kanluran (Pob.)
- Lamot 1
- Lamot 2
- Limao
- Mabacan
- Masiit
- Paliparan
- Perez
- Prinza
- San Isidro
- Santo Tomas
- Silangan (Pob.)